# Apiciopsis maciza
Apiciopsis maciza là một loài bướm đêm trong họ Geometridae.